# Walkie-Talkie-Theorie
Die Walkie-Talkie-Theorie ist ein Erklärungsansatz des US-amerikanischen Psychologen Robert Provine, dass der aufrechte Gang des Homo sapiens überhaupt erst die Ausbildung einer Sprache ermöglicht hat. Provine formuliert diese These im Rahmen seiner Untersuchungen über das Lachen.
Der Grund dafür liegt seiner Ansicht nach darin, dass nur so eine Atmung möglich wird, die das Sprechen überhaupt ermöglicht. Zu dieser These gelangte er durch Untersuchung von Hunden und Katzen, bei denen er feststellte, dass sie aufgrund ihrer Anatomie bei jedem Schritt einmal ein- oder ausatmen müssen, während beim Menschen Schritte und Atmung voneinander unabhängig sind.
Seine These wird gestützt durch die Feststellung, dass nur Menschen etwa beim Lachen eine Zerhackung des Atemzuges in ein „ha ha ha“ schaffen, während Schimpansen für jedes „ha“ neu Luft holen müssen. Dennoch kann auch bei Menschenaffen eine Protosprache beobachtet werden.
Nach heutigem Stand der Wissenschaft waren aber weitaus mehr körperliche Veränderungen für die Ermöglichung der Sprachentwicklung nötig, als nur der aufrechte Gang. Hierzu zählen vor allem eine Umbildung des Kehlkopfes und eine Veränderung des knöchernen Schädels, die die Zunge beweglicher machte.